# Philipp Vitzlant
Philipp Vitzlant (* 15. Jahrhundert; † 15. oder 16. Jahrhundert) war ein deutscher Kaufmann der Renaissance aus Isny, der ab 1477 als Nachfolger und Erbe seines verstorbenen Bruders Jakob Vitzlant einige Wiegendrucke in Valencia beauftragte.

## Leben und Werk
Im Auftrag von Jakob Vitzlant nahm 1474 eine Offizin in Valencia ihren Betrieb auf und druckte einen Gedichtband mit aus einem Wettbewerb entstandenen Gedichten an Maria, die Gottesmutter. Jakob Vitzlant verstarb 1475 plötzlich. Eine von ihm bei Genueser Kaufleuten bestellte größere Papierlieferung verspätete sich und die Offizin musste ihren Betrieb schließen. Nach anfänglicher Weigerung nahm Philipp Vitzlant die in Valencia verspätet eingetroffene Papierlieferung entgegen. Philipp Vitzlant beauftragte 1477 den Kölner Drucker Lambert Palmart und den jüdischen Goldschmied und Drucker Alfonso Fernández de Córdoba, mit dem Druck der Tertia pars summae des Thomas von Aquin. Im März 1478 beauftragte Vitzlant dann bei beiden Druckern den Druck der ersten volkssprachlichen, valencianischen Bibelübersetzung von Bonifaci Ferrer, dem Bruder des heiligen Vinzenz Ferrer. Diese volkssprachige Bibeldruck wurde fast vollständig von der Inquisition vernichtet.